# Carrizal, Tezonapa
Carrizal är en ort i Mexiko.   Den ligger i kommunen Tezonapa och delstaten Veracruz, i den sydöstra delen av landet, 250 km öster om huvudstaden Mexico City. Carrizal ligger 893 meter över havet och antalet invånare är 297.
Terrängen runt Carrizal är varierad. Runt Carrizal är det ganska tätbefolkat, med 100 invånare per kvadratkilometer. Närmaste större samhälle är Cuitláhuac, 15,6 km nordost om Carrizal. I omgivningarna runt Carrizal växer i huvudsak städsegrön lövskog.